# 국제 미식축구 연맹
국제 미식축구 연맹(International Federation of American Football)은 미식축구를 관리하는 스포츠 행정 기구로, 미식축구 월드컵와 같은 대회들을 관장한다.

## 같이 보기
- IFAF 아프리카
- IFAF 아메리카
- IFAF 아시아
- IFAF 유럽
- IFAF 오세아니아